# 中国聯合通信
- 中国聯合通信
- 中國聯合通信
- 中国連合通信

中国聯合通信有限公司（ちゅうごくれんごうつうしんゆうげんこうし）、中国聯通（ちゅうごくれんつう）、チャイナ・ユニコム（英文社名 : China Unicom）は、中華人民共和国の通信事業者。1994年に中国政府によって設立された。香港証券取引所に上場している。かつてはニューヨーク証券取引所にも上場していたが、後に廃止している。現地人には一般的に「聯通（れんとん）」と呼ばれている。
2002年からCDMAの携帯電話サービスを開始した（現在は、中国電信が譲受し撤退）。中国移動通信、ボーダフォンにつぐ世界3位の携帯電話キャリアになった。

## 公司結構
| 中国聯合網絡通信有限公司 （聯通集団） |         |
| ↓69.32%                               | ↓       |
| 中国聯合通信有限公司 （中国聯通）     | ↓       |
| ↓82.10%                               | ↓17.91% |
| 中国聯通（BVI）有限公司 （聯通BVI）   |         |
| ↓77.41%                               |         |
| 中国聯通股份有限公司 （聯通紅籌公司） |         |
| ↓100%                                 |         |
| 中国聯通有限公司 （聯通運営公司）     |         |

## 最近の中国聯通
2008年には、第三世代携帯電話（3G）の実施を目前にして3つの通信メガグループ（中国電信・中国聯通・中国移動）に集約する業界の再々編成で、中国聯通のGSM回線・業務と中国網通の業務（小霊通を含む）も引き次いだ新しい中国聯通が発表されている（中国聯通のCDMA回線・業務は中国電信に併合）。
2009年5月から、3GのサービスをW-CDMA方式により55都市（省都および深圳市、大連市など主要都市）で試験営業を行なった。現在は全国で3Gサービスを展開中。
2014年5月17日から、4GのサービスをFDD-LTE（Band1/3）とTDD-LTE方式により57都市で試験営業を行なった。現在は全国で4Gサービスを展開中。
2018年から、プラチナバンドと呼ばれる800Mhz帯をGSMからLTEに利用するため、GSM基地局を廃止することを始めた。
2022年1月27日、米連邦通信委員会は、中国聯合網絡通信の米国事業免許を取り消す方針を決めた。中国政府が同社を通じて、安全保障上の脅威を及ぼす可能性があると判断した。米国の子会社に対し、今後60日以内に米国内や国外向けの通信サービスを停止するよう命じる。

## パケット通信
- 料金は比較的安価で、通信速度も良好である。ただし、チャイナモバイルと異なり、地下鉄の構内などでは圏外になりやすい。
- 現在の3Gパケットサービスは、基本的に中国全土のチャイナユニコム・ネットワークで利用できるが、何らかのプランに入っている場合、必ずネットワークオペレーターの選択で「CHINA UNICOM 3G」を選ばなければ、パケット接続料金がプラン内に入らず、従量課金となるので注意が必要。省外へ出た時に自動で掴んだ2Gの電波でパケット通信しないように、端末の設定を「WCDMA ONLY」にしておくとよい。

## コールセンター
- 中国国内から携帯電話やスマートフォンに有効なSIMを差して、アクティブな状態で「10010」をダイヤルすれば、コールセンターに繋がる[6]。
- 基本的に中国語と英語のみであるが、例外として上海ユニコムに限り、日本語もサポートしている[7]。コールセンターに接続後、ガイダンスに従って「7」をプッシュすれば日本語サービスに繋がる。

## SMSでの残高追加
- リチャージカードを購入して残高を追加する際に、中国語や英語が苦手でリチャージダイヤルでの操作が不安な場合、有効な携帯電話やスマートフォンからSMSの送信で残高の追加が可能。

具体的には「10010」宛にSMSで「CZ#*********(カードに記載されているパスワード)」を送信すればよい。

## SIM購入時の注意
- 正規代理店ではない携帯電話販売店でSIMを購入する場合、国際SMS送信（ただし受信は可能）に対応していないものがある。ドコモやソフトバンクにメール送信が必要な場合、購入時に要確認。

## 北朝鮮事業
朝鮮民主主義人民共和国のインターネットには4本の公式回線があり、チャイナユニコムが独占してきた。2017年からロシアの通信最大手トランステレコムもネット接続サービスを提供し始めて競合している。

## 参照項目
- 3G#中国
- 小霊通
- 中国における携帯電話